# Serbinów
Serbinów ist ein Ort in der Landgemeinde Mniów im Powiat Kielecki. Der Ort befindet sich in der Woiwodschaft Heiligkreuz in Polen. Serbinów hat 277 Einwohner. 

## Geographie
Serbinów liegt etwa 20 Kilometer nordwestlich von Kielce in Richtung der Landgemeinde Mniów. Der Ort befindet sich auf einer Höhe von etwa 299 Metern über dem Meeresspiegel. In unmittelbarer Nähe erstreckt sich der Landschaftspark Suchedniowko-Oblęgorski, der vom Süden her weiter in Richtung Osten den Ort umgibt. Die Haupteinnahmequelle des Ortes ist die Landwirtschaft und regionaler Tourismus.